# Eleccions legislatives de São Tomé i Príncipe de 1998
Les Eleccions legislatives de São Tomé i Príncipe de 1998 van tenir lloc el 8 de novembre de 1998. El resultat va ser una victòria del Moviment per l'Alliberament de São Tomé i Príncipe/Partit Socialdemòcrata, que va obtenir 31 dels 55 escons a l'Assemblea Nacional. La participació fou del 64,5%.

## Antecedents
Les eleccions a l'Assemblea Nacional de 1998 van ser programades originalment per a finals de setembre/principis d'octubre degut a l'impressionant augment del registre de votants. L'1 de setembre, però, el president Miguel Trovoada va emetre un decret per establir el dia de la votació el 8 de novembre.
Nou partits polítics van competir pels 55 escons en joc. Entre ells els tres representats en el legislatiu sortint: el Moviment per l'Alliberament de São Tomé i Príncipe/Partit Socialdemòcrata (MLSTP-PSD), el Partit de Convergència Democràtica (PAD) i l'Acció Democràtica Independent (ADI). Des de les eleccions anteriors, el 1994, els dos primers grups havien governat en coalició, liderat des de novembre de 1996 pel primer ministre Raul Bragança Neto. ADI, per la seva part, va donar suport a la política del president Trovoada.
La campanya electoral va durar del 22 d'octubre al 6 de novembre. Les qüestions debatudes se centraren en l'explotació de les reserves de petroli en alta mar i l'entrada del país a la zona monetària del Franc CFA. El Sr. Bragança (MLSTP) va declarar que el seu partit havia millorat la situació econòmica i havia portat l'estabilitat política a São Tomé, que havia vist una successió de governs en la dècada de 1990. Dirigit per Alda Bandeira, el PCD va fer una crida al manteniment de la coalició per garantir aquesta estabilitat.
El dia de la votació va ser supervisat per observadors internacionals. Els resultats finals van donar un majoria absoluta (31 escons) al MLSTP-PSD de tendència esquerrana, qui havia quedat per sota d'aquest límit per un sol escó en 1994. En aquest context, ADI va denunciar presumptes irregularitats en el procediment de votació. Els vencedors van anunciar aviat que llur prioritat seria reorganitzar l'economia i així alleujar la pobresa generalitzada que patia la nació.
El 30 de desembre, el president Trovoada va nomenar l'antic ministre d'Afers Exteriors Gilherme Posser da Costa (MLSTP) com a primer ministre; ell i el nou gabinet van prestar jurament el 5 de gener del 1999.

## Resultats
| Partit                                                                    | Vots   | %    | Escons | +/- |
| ------------------------------------------------------------------------- | ------ | ---- | ------ | --- |
| Moviment per l'Alliberament de São Tomé i Príncipe/Partit Socialdemòcrata | 14,785 | 50.8 | 31     | +4  |
| Acció Democràtica Independent                                             | 8,222  | 28.3 | 16     | +2  |
| Partit de Convergència Democràtica - Grup de Reflexió                     | 4,667  | 16.0 | 8      | -6  |
| Coalició Democràtica de l'Oposició                                        | 483    | 1.7  | 0      | 0   |
| Unió Nacional per la Democràcia i el Progrés                              | 363    | 1.2  | 0      | Nou |
| Partit Popular del Progrés                                                | 334    | 1.1  | 0      | Nou |
| Aliança del Poble                                                         | 183    | 0.6  | 0      | 0   |
| Front Democràtic Cristià                                                  | 156    | 0.5  | 0      | 0   |
| Nuls/en blanc                                                             | 2,951  | -    | -      | -   |
| Total                                                                     | 32,024 | 100  | 55     | 0   |

### Per districte
| Districte   | MLSTP-PSD | PCD-GR | ADI |
| ----------- | --------- | ------ | --- |
| Água Grande | 8         | 2      | 3   |
| Cantagalo   | 3         | 2      | 2   |
| Caué        | 3         | 1      | 1   |
| Lembá       | 4         | 0      | 2   |
| Lobata      | 4         | 0      | 2   |
| Mé-Zóchi    | 6         | 2      | 5   |
| Pagué       | 3         | 1      | 1   |
| Total       | 31        | 8      | 16  |